# Elecciones regionales de Tarapacá de 2024
Las elecciones regionales de Tarapacá de 2024 se llevaron a cabo el 26 y 27 de octubre de 2024 para elegir a los ciudadanos que ejercerán los cargos de gobernador/a y consejeros regionales de la región de Tarapacá para el periodo 2025-2029. La elección se celebró simultáneamente con elecciones regionales y municipales en todo Chile.

## Sistema electoral
El Gobierno Regional de Tarapacá es el órgano administrativo y de gobierno de la región de Tarapacá. Está compuesta por el/la gobernador/ra y el Consejo Regional. 
La votación se realiza con base en el sufragio universal, que comprende a todos los ciudadanos nacionales y no nacionales (con residencia mayor de cinco años) mayores de dieciocho años, empadronados y residentes en la comuna de Santiago y en pleno goce de sus derechos políticos.
El/la gobernador/a regional es elegido por sufragio directo. Para que un candidato sea proclamado ganador debe obtener no menos de 40 % de votos válidos. En caso ningún candidato logre ese porcentaje en la primera vuelta electoral, los dos candidatos más votados participan en una segunda vuelta o balotaje.
El Consejo Regional de Tarapacá está compuesto por 14 consejeros elegidos por sufragio directo para un período de cuatro (4) años mediante un sistema de representación proporcional. Cada provincia de la región de Tarapacá constituye una circunscripción. Se asigna a cada lista los escaños según el método d'Hondt.
| Circunscripción | Escaños | Mapa |
| --------------- | ------- | ---- |
| Iquique         | 11      |      |
| Tamarugal       | 3       |      |

## Composición del Consejo Regional de Tarapacá
La siguiente tabla muestra la composición del Consejo Regional de Tarapacá electo en los anteriores comicios.
| Pactos y coaliciones | Pactos y coaliciones  | Partidos | Partidos | Esc. | Total |
| -------------------- | --------------------- | -------- | -------- | ---- | ----- |
|                      | Chile Vamos           |          | RN       | 2    | 5     |
|                      | Chile Vamos           | UDI      | 1        |      | 5     |
|                      | Chile Vamos           | IND      | 2        |      | 5     |
|                      | Unidad Constituyente  |          | PDC      | 1    | 4     |
|                      | Unidad Constituyente  | PR       | 1        |      | 4     |
|                      | Unidad Constituyente  | IND      | 2        |      | 4     |
|                      | Partido de la Gente   |          | PDG      | 2    | 2     |
|                      | Republicanos          |          | PRCh     | 1    | 1     |
|                      | Por Dignidad Regional |          | PCCh     | 1    | 1     |
|                      | Frente Amplio         |          | IND      | 1    | 1     |